# 순성초등학교
순성초등학교는 대한민국 충청남도 당진시 순성면 봉소리에 있는 공립 초등학교이다.

## 학교 연혁
- 1932년 7월 1일 순성공립보통학교 개교(설립인가 6월 15일)
- 1938년 4월 1일 순성공립심상소학교로 개칭
- 1941년 4월 1일 순성공립국민학교로 개칭
- 1967년 3월 1일 유동국민학교 분리
- 1992년 3월 1일 유동분교장 본교로 편입
- 1993년 3월 1일 유동분교장 통폐합
- 1996년 3월 1일 순성초등학교로 개칭
- 2016년 2월 18일 제81회 졸업 (총 7,973명)
- 2016년 2월 19일 유치원 제35회 졸업식
- 2017년 2월 16일 제82회 졸업(총 7,998명)
- 2017년 2월 19일 유치원 제36회 졸업식
- 2018년 2월 6일 제83회 졸업(총 8,013명)
- 2018년 2월 7일 유치원 제37회 졸업
- 2018년 12월 28일 제84회 졸업(총 8,034명), 유치원 38회 졸업
- 2020년 2월 7일 제85회 졸업(총 8,064명), 유치원 39회 졸업
- 2020년 3월 1일 초등학교 6학급, 유치원 2학급 편성 운영

## 참고 자료
- 순성초등학교 - 한국교육학술정보원 학교알리미